# Thalassocnus
Thalassocnus ist eine ausgestorbene Gattung der Faultiere, die vom oberen Miozän vor 8 Millionen Jahren bis zum Ende des Pliozäns vor 3 Millionen Jahren, möglicherweise auch noch bis ins Altpleistozän vor 1,5 Millionen Jahren lebte. Fossilien der Gattung wurden zunächst an der Pazifikküste Perus, später auch an der Küste Chiles gefunden. Die Fundorte der Reste sind küstennahe, marine Ablagerungen mit einer reichhaltigen Meeresfauna. Dies sowie die Morphologie des Schädels, die Proportionen der Beine und die Ähnlichkeit der Schwanzwirbel mit denen von Bibern und Ottern lassen vermuten, dass Thalassocnus aquatisch bis semi-aquatisch lebte und wahrscheinlich ähnlich wie die Meerechsen der Galapagosinseln im Meer tauchte, um Seegräser und Seetang zu fressen. Möglicherweise besetzte Thalassocnus an der Pazifikküste Südamerikas die ökologische Nische der zur selben Zeit lebenden nordpazifischen Desmostylia. Die Anpassungen der Vertreter von Thalassocnus an ein Leben im Wasser lassen sich aufgrund der Reichhaltigkeit der Fossilfunde über einen Zeitraum von rund 4 Millionen Jahren verfolgen und zeigen eine schrittweise Ausformung von Merkmalen, die typisch sind für Landwirbeltiere mit einer sekundären Wiedereroberung mariner Lebensräume. Die Küstenregion war damals wie heute ausgesprochen wüstenartigen Klimabedingungen ausgesetzt, möglicherweise ist dies ein Grund für die extreme Anpassung bei Thalassocnus. Die ersten Funde kamen bereits in den 1980er Jahren zu Tage, die Erstbeschreibung der Gattung erfolgte 1995.

## Merkmale

### Allgemein
Thalassocnus umfasste mittelgroße Vertreter der bodenbewohnenden Faultiere. Sein Habitus ähnelte dem von Nothrotherium und Nothrotheriops, zwei nahe verwandte Formen, es war aber größer als ersteres und kleiner als letzteres. Das größte vollständige Skelett misst 255 cm in der Gesamtlänge von der Schnauze bis zur Schwanzspitze, der Schwanz nahm davon circa 85 cm ein. Bezugnehmend auf die Länge des Oberschenkelknochens kann für den kleinsten bekannten Vertreter von Thalassocnus eine Gesamtlänge von 210 cm angenommen werden, der größte erreichte 330 cm und gehörte den spätesten Formen an. Gewichtsschätzungen liegen bei rund 203 kg für die früheren Formen; bis auf die etwas größere Terminalform besaßen die Arten von Thalassocnus vergleichbare Körpermaße. Wie alle bodenbewohnenden Faultiere verfügte Thalassocnus über vergleichsweise kurze Gliedmaßen, verglichen mit den baumbewohnenden heutigen Formen, wobei die Vordergliedmaßen etwas länger als die hinteren waren. Zudem besaß Thalassocnus einen kräftigen, langen Schwanz.

### Schädel- und Gebissmerkmale

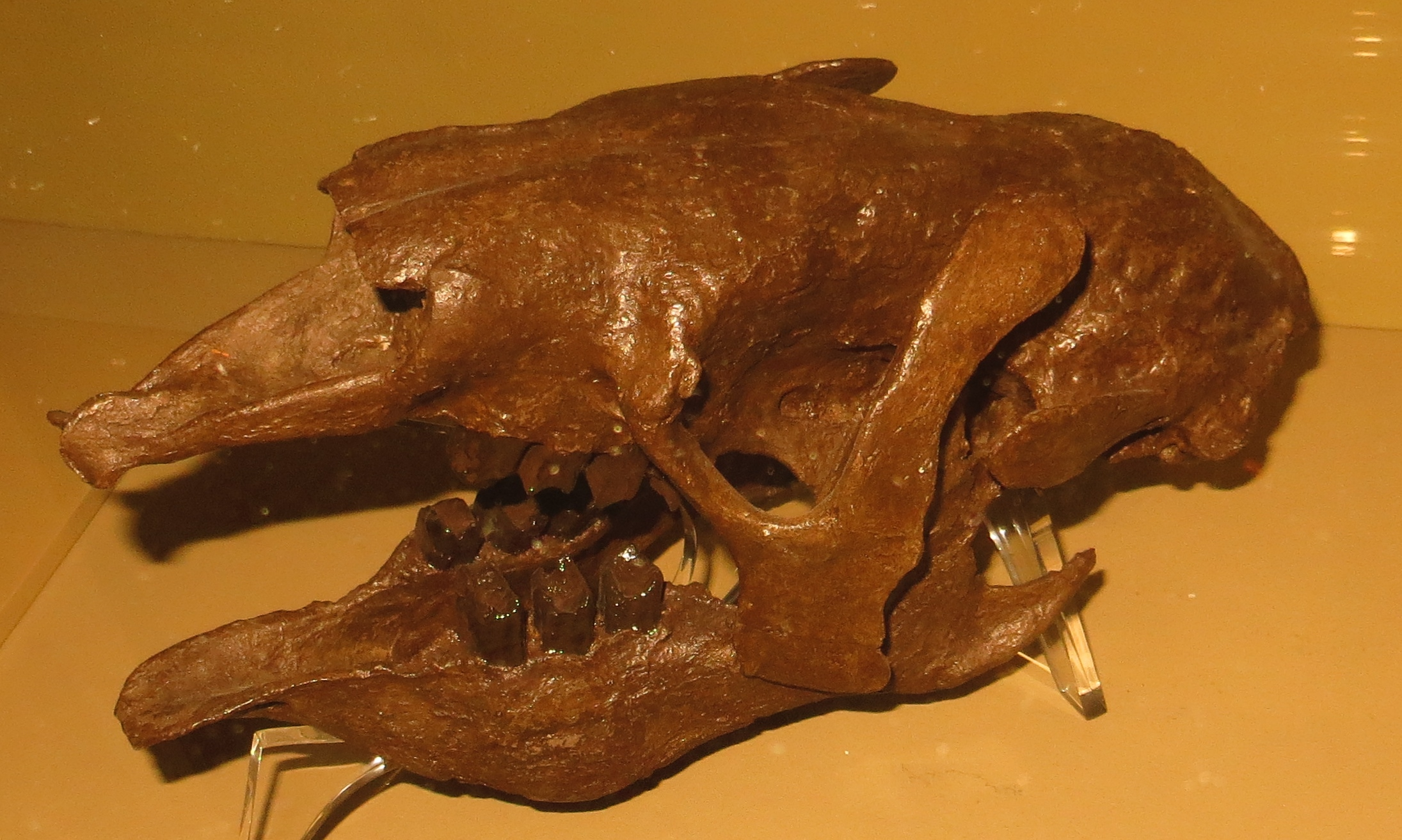
Schädel von Thalassocnus

Der Schädel von Thalassocnus wurde zwischen 26 und 30 cm lang und war allgemein langgestreckt und schmal. Hinter den Augen besaß er eine maximale Breite von 6 cm, zwischen den beiden Warzenfortsätzen an der Schädelbasis von 10 cm. In der Seitenansicht zeigte die Stirnlinie einen leicht gewölbten Verlauf, sie war nicht so stark domartig ausgeprägt wie teilweise bei anderen Angehörigen der Nothrotheriidae. Das auffälligstes Kennzeichen des Schädels stellte der gestreckte vordere Teil dar. Bewirkt wurde dies hauptsächlich durch das große, robust gebaute und stark verlängerte Zwischenkieferbein, bei späteren Vertretern kam es zudem noch zur Streckung des vorderen Bereiches des Oberkiefers. Markant am Zwischenkieferbein erschienen außerdem die verbreiterten, spatelförmigen vorderen Enden. Das Nasenbein trat dagegen weit hinter den Zwischenkieferknochen zurück, hatte aber ebenfalls eine lange und zudem schmale Form. Am vorderen Ende wies es einen V-förmigen Einschnitt auf. Ebenso war das Stirnbein relativ ausgedehnt und nahm bei einigen Formen bis zu 40 % der Länge des Oberschädels ein. Zwischen den beiden Scheitelbeinen war ein kleiner Scheitelkamm ausgebildet. Am Hinterhauptsbein traten wiederum die sehr tief sitzenden Gelenkansätze der Halswirbelsäule hervor, die eine nahezu bauchseitige Lage aufwiesen. Der Jochbogen war wie bei vielen Faultieren nicht vollständig geschlossen und wies am vorderen Bogenansatz einen zusätzlich abwärts gerichteten Knochenfortsatz als Ansatzstelle der Kaumuskulatur auf. Der vordere Teil des Jochbogens stieg steil auf und erreichte am oberen Ende teilweise die Höhe der Stirnlinie. Dadurch bestand eine große Lücke zum hinteren Bogenansatz, der deutlicher horizontal verlief.
Der Unterkiefer maß zwischen 20 und 25 cm in der Länge und besaß eine ähnliche Form wie bei anderen Nothrotherien; er ähnelte auch den verwandten Megatherien mit einem deutlich nach unten gewölbten Knochenkörper. Die maximale Höhe des Knochenkörpers lag unterhalb des zweiten Backenzahns und betrug etwa 4,6 cm, die hinteren Gelenkenden ragten steil auf. Analog zum verlängerten Zwischenkieferknochen war die Symphyse weit nach vorn ausgezogen und wurde im Verlauf der Stammesgeschichte immer länger. Sie erreichte Längen von 6 bis zu 11 cm und verbreiterte sich bei späteren Formen vorn ebenfalls spatelförmig. Wie auch die anderen entwickelten Nothrotherien wies Thalassocnus je vier molarenartige Zähne je Oberkiefer- und drei je Unterkieferhälfte auf, somit waren insgesamt 14 Zähne im Gebiss ausgebildet. Einen weiteren, jeweils eckzahnartig gestalteten vordersten Zahn besaßen nur die frühesten Nothrotherien und war bei Thalassocnus wie bei Nothrotherium reduziert. Die Zähne hatten eine trapezförmige (nur der vorderste Oberkieferzahn) bis rechteckige Form und waren insgesamt hochkronig (hypsodont). Auf der Kauoberfläche bestanden zwei querstehende Leisten (bilophodont). Wie bei allen Nebengelenktieren fehlte der Zahnschmelz. Die Größe der Zähne variierte von 1 bis 1,5 cm. Die Länge der oberen Zahnreihe betrug bei frühen Arten 4,2 bis 4,6 cm, bei späteren Formen konnte sie auch 6 cm überschreiten.

### Skelettmerkmale
Das Körperskelett ist relativ umfangreich bekannt. Die Wirbelsäule setzte sich aus 7 Hals-, 17 Brust-, 3 Lenden-, 6 Kreuzbein- und 24 bis 25 Schwanzwirbel zusammen. Die Anzahl der Hals-, Brust- und Lendenwirbel entsprach der der anderen Nothrotherien, auffällig waren bei den Rückenwirbeln aber die stark nach hinten geneigten Dornfortsätze. Dem gegenüber umfasste die Schwanzwirbelsäule insgesamt mehr Wirbel als bei den anderen bekannten Bodenfaultieren. Darüber hinaus zeigten nahezu alle Wirbelkörper des Schwanzes die gleiche Länge, was dazu führte, dass der Schwanz insgesamt gestreckt war und die Ausmaße der Rückenwirbelsäule erreichte. Dadurch übertraf er auch verhältnismäßig (bezogen auf die Größe der Tiere) die Länge des Schwanzes anderer bodenlebender Faultiere um ein Drittel. Die Schwanzwirbel besaßen kurze, aber sehr breite Querfortsätze, die bei den hintersten Wirbeln gegabelt waren mit Öffnungen dazwischen. Ein derartiges Merkmal ist von anderen Faultieren nicht bekannt.
Besonders gut ist der Bewegungsapparat dokumentiert. Auffällig waren die gegenüber den unteren Gliedmaßenabschnitten vergleichbar kürzer ausgeprägten oberen, was bei bodenbewohnenden Faultieren sonst nicht bekannt ist. Der Oberarmknochen erreichte Längen bis 30 cm und besaß einen grazilen Bau, allerdings mit dem für Faultiere typischen ausladenden unteren Gelenkende. Erheblich länger war die Elle mit bis zu 35 cm, die zudem ein deutlich großes oberes Gelenk (Olecranon) aufwies. Die Hände wiesen einen fünfstrahligen (pentadactylen) Bau auf, wie bei den Megatherien fusionierte der erste Mittelhandknochen mit einigen Elementen der Handbasis zu einem sehr kurzen Metacarpal Carpal Complex (MCC). Die anderen Mittelhandknochen wurden nach außen hin länger, wobei der vierte und fünfte etwa gleich lang waren. Der zweite, dritte und vierte Finger wiesen jeweils drei Fingerglieder auf (am dritten Finger waren aber die ersten beiden Glieder miteinander verwachsen), die Endphalangen besaßen eine spitze sowie deutlich gebogene Form und waren demnach mit starken Krallen versehen. Am sehr kurzen ersten Finger bestand möglicherweise eine Art Huf, was die ungekrümmte Form der Endphalanx annehmen lässt, die dadurch in ihrer Form deutlich von anderen Faultieren mit einem ausgebildeten ersten Finger abweicht. Am äußersten Finger fehlte das letzte Fingerglied, so dass hier keine Kralle vorhanden war.
Der Oberschenkelknochen war schlank und zwischen 26 und 32 cm lang, einige unvollständige Knochen lassen auch auf Längen von bis zu 40 cm schließen. Abweichend von anderen Nothrotherien saß der obere Gelenkkopf auf einem deutlich sichtbaren Hals. Markant erschien auch der dritte Trochanter als Muskelansatzstelle am Schaft, den eine kontinuierliche knöcherne Leiste mit dem großen Rollhügel verband. Das von der Körpermitte weg gerichtete Gelenkende war relativ schmal. Das Kniegelenk zeigte teilweise verknöcherte Menisken, was auch bei anderen großen Bodenfaultieren beobachtet werden kann. Im Vergleich zum Oberschenkel war das Schienbein mit bis zu 32 cm Länge länger als bei anderen nothrotheiiden Faultieren. Es stellte einen gerade verlaufenden Knochen dar und war nicht mit dem Wadenbein verwachsen. Der Fuß besaß wie bei anderen großen Bodenfaultieren eine deutliche Drehung nach innen, so dass der Boden nur mit dem äußersten Strahl und dem Fersenbein berührt wurde (pedolateral). Durch die Drehung wurde der Fuß zusätzlich gekrümmt, wobei die Krümmung des Fußes analog den übrigen Nothrotherien und abweichend von den verwandten Megatherien relativ hoch war, so dass das Fersenbein nur mit dem hintersten Ende aufsetzte. Bemerkenswert ist aber, dass die pedolaterale Gestaltung des Fußes bei den spätesten Formen nicht mehr so deutlich ausgeprägt war und eher dem plantigraden Fuß eines Sohlengängers glich. Höchstwahrscheinlich war der Fuß vierstrahlig aufgebaut (Strahlen II bis V), der innerste Strahl ist bisher unbekannt und fossil nicht überliefert. Nur an den Strahlen II bis IV bestanden drei Zehenglieder und demzufolge Krallen, an den beiden inneren waren die ersten und zweiten Glieder aber miteinander verwachsen. Die Endphalangen wiesen eine dreieckige, nur wenig gekrümmte Form auf. Die größte Kralle bestand am dritten Zeh. Der äußerste Zeh war aufgrund des fehlenden Endgliedes krallenlos.

## Fossilfunde
Fossilien von Thalassocnus sind bisher nur von der pazifischen Küste Südamerikas bekannt. Der überwiegende Teil der Funde in Form von vollständigen und teilweise erhaltenen Skeletten stammt aus der Pisco-Formation im Süden von Peru. Diese ist auf einer Länge von rund 350 km entlang der Küste zwischen den Städten Pisco und nach Süden hin bis Yauca aufgeschlossen. Sie ist bis zu 350 m mächtig und besteht aus marinen Ablagerungen, die Sandsteine, Siltstein und schillhaltige Sandsteine umfassen. Die feinkörnigeren Ablagerungen entstanden dabei in Lagunen, die gröberkörnigeren in eher geschützten Strandlagen. Der Bildungszeitraum der Pisco-Formation reicht vom Mittleren Miozän bis zum ausgehenden Pliozän. Aus den Sedimenten der Formation stammt eine reiche Fauna mariner Wirbeltiere wie Wale, Delfine, Seevögel, Krokodile, Knochenfische, Haie und Rochen. Daneben tritt Thalassocnus als einziges Säugetier mit eigentlich terrestrischer Herkunft auf, Überreste sonstiger Landsäuger wurden bisher nicht gefunden. Die Wirbeltierfunde lassen sich wenigsten sechs verschiedenen Horizonten zuweisen, die über die gesamte Höhe der Formation verteilt sind. Die Fossilfunde der Faultiergattung kamen zumeist im Gebiet um Sacaco in der peruanischen Region Arequipa in den südlichen Aufschlussgebieten zu Tage, wo die fünf oberen Fundhorizonte überliefert sind. Die Reste der Faultiergattung entstammen allen fünf Horizonten, die ersten wurden bereits in den 1980er Jahren entdeckt. Im Jahr 1995 wurde Thalassocnus wissenschaftlich erstbeschrieben. Die dazu verwendeten Fossilien, ein Schädel und einige postcraniale Skelettteile, stammten aus einem Bereich vom Übergang vom Oberen Miozän zum Pliozän und wiesen ein Alter von rund 6 Millionen Jahren auf. Sie wurden der Art T. natans zugeschrieben. Zu Beginn des 21. Jahrhunderts wurden weitere Arten benannt, so T. littoralis anhand eines Schädels und T. carolomartini anhand eines Teilskeletts. Beide stammten aus stratigraphisch höher gelegenen Fundbereichen und sind somit jünger. Mit T. antiquus konnte 2003 die bisher älteste Art entdeckt werden, die auf ein Alter von rund 7 bis 8 Millionen Jahren datiert wird, während im Jahr darauf mit T. yaucensis mit einem Alter von 3 bis 1,5 Millionen Jahren der bisher jüngste Vertreter aufgestellt wurde. Beide Formen gründeten ebenfalls auf je einem teilweise erhaltenen Skelett.
Alle bisher genannten Funde stammen aus dem Süden Perus. Zusätzliche Fossilreste der Gattung wurden in der Bahía-Inglesa-Formation nahe der Stadt Caldera im nördlichen Teil Chiles entdeckt. Hierzu gehört ein rechtes Unterkieferfragment mit den erhaltenen Backenzähnen aus der Lokalität Estanques de Copec, das womöglich in den oberen Abschnitten der Gesteinseinheit eingebettet war. Der Aufschlusspunkt Cerro Ballena wiederum erbrachte ein zahnloses Unterkieferfragment und einen vollständigen Oberschenkelknochen. Sie kamen in den jüngsten Ablagerungen, im Cerro-Ballena-Schichtglied, zu Tage. Beide Fundstellen liegen nördlich von Caldera. Aus den Bereichen südlich der Stadt wurde im Steinbruch La Fosforita ein Oberarmfragment dokumentiert. Es ist mit einer Fundposition im Mina-Fosforita-Schichtglied aus den mittleren Bereichen der Bahía-Inglesa-Formation etwas älter als die bisher vorgestellten Fossilreste. Die Bahía-Inglesa-Formation lässt sich ebenfalls auf marinen Einfluss zurückführen. Sie besteht aus Sand- und Siltsteinen und enthält zahlreiche, teils vollständige Skelettreste meergebundener Wirbeltiere, etwa Haie, Wale oder Hundsrobben. Das Alter der verschiedenen Fundlagen wird mit Oberem Miozän bis Unterem Pliozän angegeben. Die nordchilenische Fundregion liegt rund 1600 km südlich des Sacaco-Gebietes. Dadurch erweitert sie die bisher bekannte Fossilverbreitung von Thalassocnus erheblich nach Süden. Noch weiter südlich sind Funde aus der Coquimbo-Formation bei Coquimbo und der Horcón-Formation westlich von Santiago de Chile berichtet worden. Erstere barg an der Fundstelle Lomas del Sauce ein Teilskelett mit erhaltenem Bewegungsapparat. Letztere enthielt bisher lediglich ein Zehenglied. Beide Gesteinseinheiten können dem ausgehenden Pliozän zugewiesen werden und geben somit Hinweise darauf, dass Thalassocnus deutlich länger an den südlichen Küstenbereichen des Pazifiks präsent war, und verschieben das bekannte Vorkommen der Faultiergattung um zusätzliche 550 km nach Süden.
Abweichend von den küstennahen Fundgebieten traten in der Tafna-Formation in der argentinischen Provinz Jujuy weitere Fossilreste zu Tage, die einem sehr frühen Vertreter von Thalassocnus zugeordnet werden. Es handelt sich um den linken Unterarm und Teile der Hand. Die Lokalität liegt in der Umgebung von Casira nördlich der Laguna de Pozuelos auf dem Altiplano, rund 3650 m über dem Meeresspiegel. Es handelt sich hierbei um den ersten Fund des Faultiervertreters weit im Inneren des Kontinentes, gut 1170 km von den Fundbereichen der Pisco-Formation im Norden und 1400 km von jenen der Horcón-Formation im Süden entfernt. Das Alter der Tafna-Formation ist nicht genau bekannt, biostratigraphisch gehört sie wahrscheinlich in den Übergang vom Oberen Miozän zum Pliozän. Die Begleitfauna umfasst neben verschiedenen Huftieren unter anderem auch Simomylodon als weiteren Angehörigen der Faultiere.

## Paläobiologie

### Ernährungsweise
Der Bau der Zähne von Thalassocnus mit den zwei quergestellten, scharfen Leisten und dem zwischen ihnen befindlichen V-förmigen Tal ähnelte prinzipiell denen der verwandten Megatheriidae. Er zeigt an, dass die Nahrung eher zerquetscht als aufwendig zermahlen und zerkaut wurde. Aufgrund des fehlenden Zahnschmelzes sind die Zähne aus Zahnbein aufgebaut. Vor allem das harte Orthodentin ist dabei im Bereich der Leisten zu finden. Die tiefe Kerbe dazwischen wird dagegen aus dem weicheren Vasodentin gebildet. Dies gewährleistet, dass sich die einander gegenüberliegenden Zähne beim Zubeißen, wodurch eine Leiste eine Kerbe ausfüllt, regelmäßig nachschärfen. Aufgrund des nicht vorhandenen Zahnschmelzes eignen sich aber die Zähne der Faultiere nicht für detaillierte Isotopenuntersuchungen zur Rekonstruktion der ehemaligen Ernährungsweise. Vom nahe verwandten Nothrotheriops sind jedoch gut erhaltene Koprolithen aufgefunden worden, die auf vielfältige Pflanzenarten als Nahrungsgrundlage verweisen und der Faultiergattung eine Bevorzugung gemischter Pflanzenkost bescheinigen. Die Megatherien-ähnliche Gestaltung der Backenzähne ist vor allem bei den stratigraphisch älteren Arten von Thalassocnus (T. antiquus, T. natans, und T. littoralis) sehr deutlich, auffällig ist bei diesen auch das Auftreten tiefer Abrasionsspuren an den Zähnen. Hier wird davon ausgegangen, dass die älteren Vertreter ihre Nahrung überwiegend im flachen Wasser, dessen Tiefe weniger als einen Meter betrug, suchten und sich dort von Seegräsern oder Seetang ernährten. Zumindest Seegräser gehören zu den häufigen Pflanzenfunden aus der Pisco-Formation. Durch ihre paddelnden Bewegungen im flachen Wasser wirbelten die Faultiere Sand vom Meeresgrund auf, den sie mit verschluckten. Auch eine Ernährung von angespülten Meerespflanzen wird in Erwägung gezogen, die dann am sandigen Strand gefressen wurden. Die Orientierung der Riefen gibt an, dass die Nahrung hauptsächlich mit vor- und rückwärts gerichteten sowie vertikalen Bewegungen zerkaut wurde. Bei den beiden jüngeren Arten (T. carolomartini und T. yaucensis) fehlen derartige Abnutzungsspuren, sie weideten daher wohl im tieferen Wasser ähnlich den heutigen Seekühen, wodurch sie keine Sandkörner mit aufnahmen. Da bei ihnen die Gelenkansätze für die Halswirbelsäule auch etwas nach oben verschoben waren, erfolgte dies wohl in einer möglicherweise den Kopf nach unten gehaltenen Position.   Darüber hinaus besitzen die Backenzähne nicht den deutlich bilophodonten Charakter, sie sind eher oval im Umriss mit weniger erhabenen Leisten und dadurch einer flacheren Eintiefung dazwischen. Hier ähneln sie eher den Zähnen spezialisierter Grasfresser, bei denen die so gestalteten Zähne mit seitlich verlaufenden Kaubewegungen einhergehen.
Spezielle Anpassungen an eine pflanzliche Ernährung finden sich auch am Schädel. Das lang ausgezogene Zwischenkieferbein und die ebenfalls lange Unterkiefersymphyse dienten möglicherweise als Stützen für gut entwickelte Lippen. Die verbreiterten Enden des Zwischenkieferbeins und der Symphyse bei den späteren Formen sprechen für sehr kräftige und bewegliche Lippen, vor allem die Oberlippe, deren gute Muskelausprägung zusätzlich noch durch markante Muskelansatzstellen am Foramen infraorbitale angezeigt wird. Unter Voraussetzung einer ähnlichen Entwicklung wie bei pflanzenfressenden Huftieren könnte dies für sehr breite Lippen und demnach auf eine eher grasfressende Ernährung deuten. Die frühen Vertreter von Thalassocnus besaßen dagegen noch einen kürzeren und nicht so stark am Ende verbreiterten Zwischenkieferknochen und eine ebensolche Unterkiefersymphyse; in diesen Merkmalen glichen sie weitgehend Nothrotheriops oder Nothrotherium. Demnach waren bei diesen die Lippen nicht ganz so stark ausgeprägt und die Nahrung bestand wohl eher aus weicherem oder gemischtem Pflanzenmaterial. Anhand der generellen Unterkieferform ist bei diesen frühen Formen auch eine alles- bis fruchtfressende Ernährungsweise nicht ausgeschlossen. Diese angenommene Veränderung der Nahrungsgrundlage spiegelt sich auch an den Knochenfortsätzen der Jochbögen und den Gelenkarmen des Unterkiefers wider, die bei den späten Formen länger und kräftiger ausgeprägt sind als bei den früheren, so dass von einer insgesamt besser entwickelten Kaumuskulatur bei den jüngeren Thalassocnus-Arten ausgegangen werden kann.
Dass Thalassocnus seine Nahrung mit hoher Wahrscheinlichkeit aus einem eher wässrigen Milieu bezog, kann anhand weiterer Schädelveränderungen, insbesondere an der Schädelbasis, abgelesen werden. So waren bei den jüngeren Formen die Flügelbeine sehr markant entwickelt. Dadurch bestand bei diesen wohl ein gut ausgeprägtes Gaumensegel, welches den Atemweg vom Speiseweg trennt, eine Funktion, die bei aquatischen Lebewesen besonders wichtig ist. Auch die weit nach hinten verlagerten Choanen des Gaumenbeins bewirkten etwas Ähnliches. Zudem vergrößerte dies die Mundhöhle, wodurch die späten Vertreter gegenüber den älteren mehr Nahrung dort aufnehmen konnten, was wiederum bei energiearmer Kost von Vorteil ist, die zudem unter Wasser aufgenommen wurde.

### Fortbewegung und spezielle Anpassungen an die aquatische Lebensweise

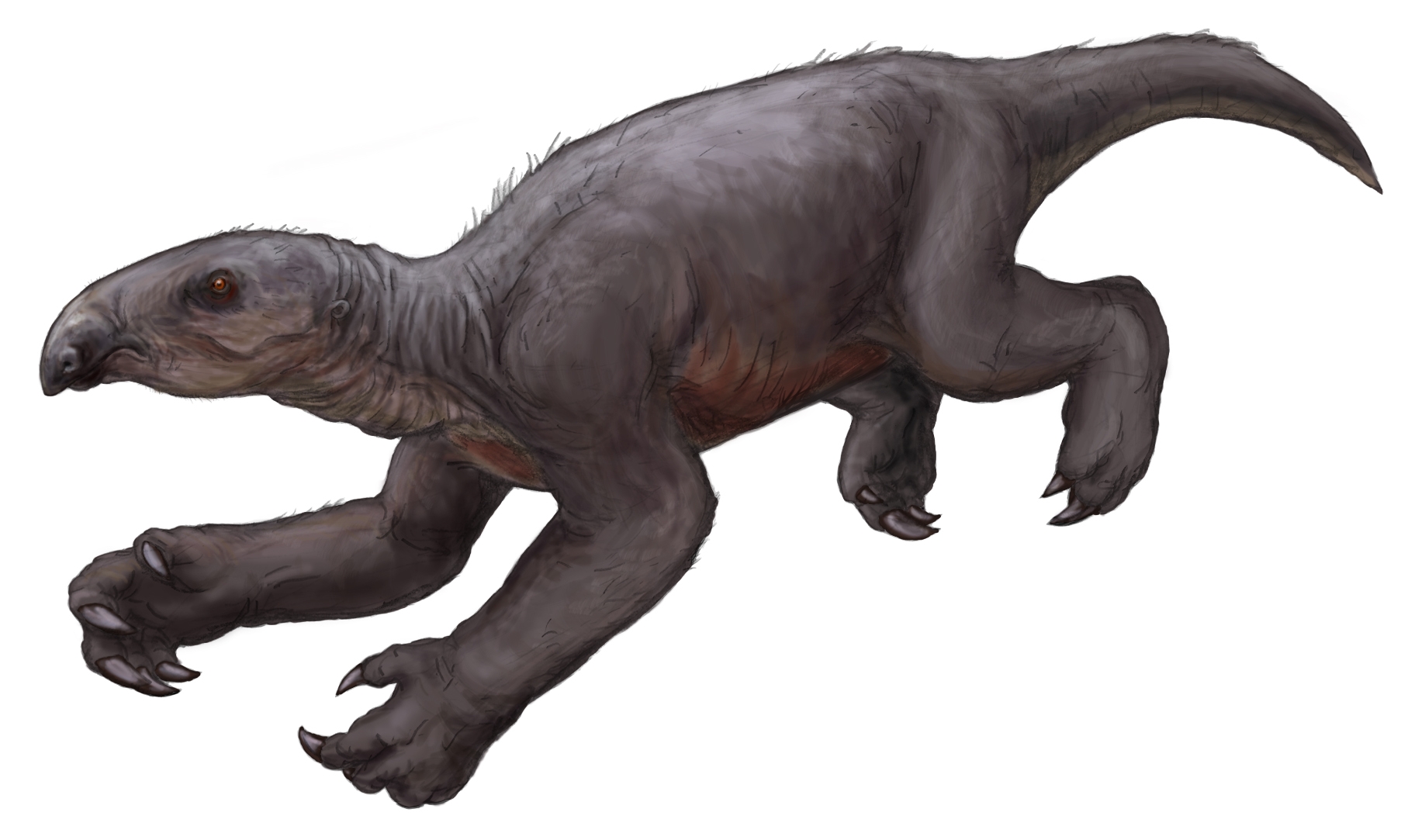
Lebendrekonstruktion von Thalassocnus

Besondere Merkmale der Landwirbeltiere, die sich erneut an ein Leben im Wasser anpassten, sind charakteristische Knochenschwellungen (Pachyostose) und Knochenverdichtungen (Osteosclerose), die für den nötigen Ballast sorgten und so dem Auftrieb im Wasser entgegenwirken. An den Gliedmaßenknochen von Thalassocnus ist eine deutliche Zunahme der Kompaktheit der Knochenstruktur zu erkennen. So war der Oberschenkelknochen der jüngeren Arten um bis 22 % dichter gebaut als der älteren, beim Schienbein sind es immerhin noch 20 %. So verschwand bei T. carolomartini die Markhöhle des Schienbeins, welche bei T. antiquus noch deutlich vorhanden war, fast vollständig, lediglich eine geringe Abnahme der Dichte der Compacta, der harten Knochensubstanz, im Knocheninnern ist hier festzustellen. Diese Zunahme übertrifft noch die der Desmostylia, die sich ebenfalls an ein aquatisches Leben anpassten; bei ihnen ist aber noch eine kleine Markhöhle vorhanden. Des Weiteren lässt sich bei den Rippen eine zunehmende Knochenverdichtung nachweisen, die ebenfalls im Bereich von etwa 22 % liegt und etwa damit den Grad der Desmostylia erreicht. Neben diesen Veränderungen im postcranialen Skelett treten vergleichbare Überprägungen auch am Schädel auf. Hier nahm beispielsweise die Knochendichte im Bereich der Nasenhöhle und der Nasenscheidewand zu. Außerdem schlossen sich bei den späteren Arten die Stirnhöhlen, so dass die Kompaktheit der Knochen von 41 auf 96 % anwuchs. Dies führte unter anderem dazu, dass das Stirnbein eine Dicke von 15 mm erreichte, was weitaus mehr ist als beim riesigen Megatherium. Die zunehmende Anpassung an ein aquatisches Leben und die damit verbundenen Knochenveränderungen sind bei Thalassocnus von den frühesten bis zu den spätesten Vertretern über einen Zeitraum von etwa 4 Millionen Jahren kontinuierlich überliefert; dies ist eine der am vollständigsten dokumentierten Serien derartiger gradueller Anpassungen. Bemerkenswert ist hierbei, dass bei Nebengelenktieren die Knochendichte durchschnittlich höher ist als bei anderen Säugetieren. Möglicherweise unterstützte dies Thalassocnus bei der Rückkehr ins Wasser und die Anpassung an dieses Milieu (Exaptation).
Prinzipiell sind alle landbewohnenden Wirbeltiere (mit wenigen Ausnahmen) befähigt, mit paddelnden Bewegungen der Gliedmaßen zu schwimmen. Häufig finden sich aber bei aquatisch oder semi-aquatisch lebenden Landwirbeltieren besondere Anpassungen im Körperskelett. Der Bewegungsapparat ähnelt zwar generell dem der anderen bodenbewohnenden Faultiere, zeigt aber einige bedeutende Abwandlungen. Generell besitzen die terrestrisch lebenden Faultiere ein gegenüber dem Oberschenkelknochen sehr kurzes Schienbein, das mit einzelnen Ausnahmen weniger als 80 % der Länge des Femurs erreicht. Bei Thalassocnus liegt der Wert je nach Art bei 85 bis 94 %, so dass das Schienbein markant länger ausgebildet ist. Ein verlängerter unterer Abschnitt der Hintergliedmaßen erhöht vor allem die Hebelwirkung, die beim Paddeln im Wasser für Vortrieb sorgt. Ebenso ist der Ansatz eines Oberschenkelhalses bei Thalassocnus einzigartig unter den Faultieren und gibt so eine deutlich erweiterte rotierende Bewegungsmöglichkeit der Hinterbeine an. Dies steht im Kontrast zu den massiven, breiten und deutlich flachen Femora ohne Halsansatz der anderen bodenlebenden Faultiere. Hier war die Gestaltung des Oberschenkelknochens für einen gelegentlich aufgerichtet-zweifüßigen Gang ausgelegt, bei dem seitwärts rotierende Bewegungen verhindert werden mussten. Die starke Rotationsfähigkeit des Oberschenkelknochens von Thalassocnus wird zusätzlich noch durch das Vorhandensein einer deutlich ausgeprägten Hüftkopfgrube (Fovea capitis femoris) am Kopf des Oberschenkelknochens angezeigt, was für gut entwickelte Bänder spricht. Auch die Ausbildung des dritten Trochanters in Form eines Knochengrates, der mit dem großen Rollhügel verbunden ist, als Muskelansatzstelle am Schaft unterstützt diese Annahme. An diesem Grat waren Muskeln verankert, die das An- und Abspreizen des Beines beförderten. Eine weitere Besonderheit ist die Entwicklung vom deutlich pedolateralen Stand des Fußes bei den frühesten Vertretern von Thalassocnus hin zu einem sekundär plantigraden bei den späten. Dies wurde aber nicht durch eine Rückentwicklung des Fußes an sich erreicht, sondern über eine Neuorientierung der Gelenkverbindung zwischen dem Sprung- und Schienbein. Eine solche plantigrade Ausrichtung des Fußes erhöhte erheblich die Wasserverdrängung beim Paddeln im Vergleich zum eingedrehten Fuß der früheren Arten.
Im Gegensatz zu den Hinterbeinen sind die Vorderbeine von Thalassocnus nur wenig abweichend von denen der anderen Bodenfaultiere. Insgesamt erscheinen sie kurz und kräftig, die flexible Schulter-Oberarmverbindung erlaubte wie bei den Hinterbeinen eine paddelnde Bewegung im Wasser. Die Knochen des Unterarms näherten sich in ihrer Form bei den spätesten Vertretern stark denen der Seekühe und Robben an, auch die Fingerglieder verbreiterten sich im Verhältnis zu den früheren Formen, was eventuell mit der Wasserverdrängung beim Paddeln zusammenhängt. Anzunehmen ist, dass Thalassocnus auch befähigt war, am Grund des Meeres zu laufen, und sich dort mit den massiven Krallen der Vorderfüße festhaken konnte. Der vergleichsweise kurze Oberarmknochen zeigt aber zusätzlich auch Anpassungen an eine grabende Tätigkeit, wie sie häufig bei Bodenfaultieren nachgewiesen ist. Diese grabende Tätigkeit kann bei einer aquatischen Lebensweise auch das Auflesen oder Herausreißen von Nahrung aus dem Meeresgrund einschließen, so dass die Vordergliedmaßen neben der Fortbewegung auch bei der Ernährung behilflich wurden.
Einige Besonderheiten finden sich auch an der Wirbelsäule. Der Dornfortsatz am letzten Halswirbel erscheint bei Thalassocnus auffällig kurz, bei bodenlebenden Faultieren ist dieser üblicherweise sehr lang und teilweise verdickt und zeigt die kräftige Muskulatur zum Hochhalten des Kopfes an. Der eher kurze Dornfortsatz bei Thalassocnus lässt eine weniger kräftige Muskulatur annehmen, was als Anpassung an ein Leben im wässrigen Milieu gedeutet werden kann, welches durch den Auftrieb eine derartige Muskulatur unnötig macht. Die Brustwirbel weisen deutlich schräg nach hinten zeigende Dornfortsätze auf (bis zu 70°), wie es auch für die Desmostylia nachgewiesen ist und was die Stabilität der Wirbelsäule erhöht. Allerdings bringt diese Position der Dornfortsätze auch eine schwächere epiaxiale (seitliche) Rückenmuskulatur mit sich, die aber notwendig für kräftige Bewegungen der Wirbelsäule ist. Dadurch war bei Thalassocnus eine schnelle Beugung und Streckung der Wirbelsäule und damit ein Einsatz des Rumpfes bei der schwimmenden Fortbewegung im Wasser nur bedingt möglich. Die Schwanzwirbel besitzen mit ihren gegabelten Querfortsätzen Übereinstimmungen mit Ottern, die ihren Schwanz beim Schwimmen mit kraftvollen, auf- und abwärtsführenden Bewegungen einsetzen. Allerdings kommen derartige Bildungen auch bei baumlebenden Säugetieren mit gut ausgebildeten Greifschwänzen vor, so dass anzunehmen ist, dass die gegabelten Querfortsätze eher ein Indikator für eine kräftige Muskulatur sind als ein Anzeiger für die Fortbewegung. In seiner relativen Länge zum Körper und der Anzahl der Wirbel gleicht der Schwanz von Thalassocnus am ehesten dem der Biber und des Schnabeltiers. Beide nutzen ihren Schwanz im Wasser weniger für die Vorwärtsbewegung, sondern eher zum Ausgleich des Gleichgewichts, d. h. der Schwanz hält Balance beim Tauchen und Suchen nach Nahrung unter Wasser. Ähnliches wird auch für Thalassocnus angenommen.
Insgesamt erscheint Thalassocnus als ein Tier, das aufgrund seiner anatomischen Merkmale stärker an ein Leben im Wasser angepasst war. Es bewegte sich dort mit den Vorder- und Hinterbeinen paddelnd vorwärts, wobei es insgesamt kein schneller Schwimmer war. Zudem konnte es wohl sehr gut am Meeresgrund laufen und dort nach Nahrung suchen. Der Grad der Anpassung an das Wasserleben nahm im Verlauf der evolutiven Geschichte der Faultiergattung immer stärker zu.

### Sonstiges
Als mögliche Nahrungskonkurrenten traten eventuell Seekühe in Erscheinung, die zwar bisher selten in der Pisco-Formation nachgewiesen sind, aber ebenfalls küstennahe Gewässer als Weidegründe nutzten. Dahingegen wird der rund 7 m lange und mit dem Pottwal verwandte Acrophyseter als ein potentieller Fressfeind in Betracht gezogen. Seine Überreste sind recht gut in der Pisco-Formation dokumentiert, wo er mit mehreren Arten auftrat. Momentan gibt es aber keine direkten Belege einer Räuber-Beute-Beziehung zwischen den beiden Formen. Unter Umständen können auch massive Algenblüten zum Tod einzelner Individuen geführt haben, worauf Massenakkumulationen von Skeletten verschiedenster Wirbeltiere am Fundpunkt Cerro Ballena im Küstenbereich der Atacama-Wüste hinweisen.

## Systematik
Thalassocnus ist eine Gattung aus der heute ausgestorbenen Familie der Nothrotheriidae. Die Nothrotheriidae werden durch eher mittelgroße Vertreter der  Unterordnung der Faultiere (Folivora) repräsentiert. Ihre stammesgeschichtlich jüngeren Angehörigen besaßen abweichend von anderen Faultiergruppen ein um den jeweils vordersten Zahn je Kieferbogen reduziertes Gebiss. Die Nothrotheriidae bilden zusammen mit den teils riesenhaften Megatheriidae und mit den Megalonychidae eine enger verwandte Gruppe innerhalb der Faultiere, die Überfamilie der Megatherioidea. Nach klassischer Ansicht, ermittelt durch skelettanatomische Untersuchungen, können die Megatherioidea als eine der beiden großen Faultierlinien angesehen werden, die zweite stellen die Mylodontoidea. Unter Einbeziehung molekulargenetischer und proteingestützter Studien kommt mit den Megalocnoidea noch eine dritte Linie hinzu. Gemäß den letzteren Untersuchungen schließen die Megatherioidea mit den Dreifinger-Faultieren (Bradypus) auch eine der beiden heutigen Faultiergattungen ein. Dabei stehen innerhalb der Megatherioidea die Megatherien und die Nothrotherien in einem Schwestergruppenverhältnis, teilweise wird aber auch eine nähere Beziehung der Nothrotherien mit den Megalonychidae diskutiert. Insgesamt umfassen die Nothrotherien nur rund ein Dutzend Gattungen, ihr frühester Nachweis stammt aus dem Mittleren Miozän. Dabei können innerhalb der Familie zwei Unterfamilien unterschieden werden. Thalassocnus wird allgemein den Thalassocninae als deren einziges Mitglied zugewiesen. Die andere Unterfamilie stellen die Nothrotheriinae dar, denen unter anderem auch die bekannteren Formen des Pleistozäns wie Nothrotherium aus Südamerika und Nothrotheriops aus Nordamerika angehören. Einige phylogenetische Studien seit dem Jahr 2017 kommen dagegen zu dem Schluss, dass die Thalassocninae innerhalb der Megatheriidae einzuordnen sind, dem aber eine weitere Analyse aus dem Jahr 2019 widerspricht.
Bisher wurden fünf Arten von Thalassocnus beschrieben:
- T. antiquus Muizon, McDonald, Salas & Urbina, 2003
- T. natans Muizon & McDonald, 1995
- T. littoralis McDonald & Muizon, 2002
- T. carolomartini McDonald & Muizon, 2002
- T. yaucensis Muizon, McDonald, Salas & Urbina, 2004

Die beiden älteren Arten T. antiquus und T. natans werden dabei allgemein dem Oberen Miozän zugewiesen mit Datierungen zwischen 8 und 6 Millionen Jahren. Die drei jüngeren Vertreter gehören dagegen dem Pliozän an, wobei die bisher jüngste Form, T. yaucensis mit einem Alter von 3 bis 1,5 Millionen Jahren noch im Unteren Pleistozän vorkam.
Die Erstbeschreibung von Thalassocnus erfolgte im Jahr 1995 durch Christian de Muizon und H. Gregory McDonald anhand eines Teilskelettes bestehend aus dem Schädel mit Unterkiefer, einzelnen Wirbeln, den Rippen und Elementen der Gliedmaßen. Dieses stellt auch den Holotyp dar (Exemplarnummer MNHN SAS 734), der im Naturhistorischen Museum in Paris aufbewahrt ist. Gefunden wurde das Skelett in Sud-Sacaco (SAS) im südlichen Peru. Die Bedeutung des Gattungsnamens Thalassocnus fand in der Erstbeschreibung keine ausdrückliche Erwähnung, doch setzt er sich aus den griechischen Wörtern θάλασσα (thálassa „Meer“) und ὄκνος (oknos „Langsamkeit“ „Verzögerung“) zusammen. Letzteres findet in seiner latinisierten Form ocnus häufig Verwendung bei der Benennung von Gattungen aus der Verwandtschaft der Megalonychidae.

## Stammesgeschichte
Der älteste Nachweis von Thalassocnus  datiert in das Obere Miozän vor 8 bis 7 Millionen Jahren und stammt aus der Pisco-Formation in Peru. Über die nächsten fünf bis sechs Millionen Jahre ist der Faultiervertreter  an den Fossilaufschlüssen der Westküste Perus und Chiles gut belegt und zeigt eine zunehmend stärkere, graduell verlaufende Anpassung an ein Leben im Wasser. Innerhalb der Fossilgemeinschaften der Pisco- und der Bahía-Inglesa-Formation ist Thalassocnus die einzige originär terrestrische Landsäugerform. Zur Zeit der Bildung der beiden Formationen war die pazifische Küste Südamerikas extrem ariden Klimabedingungen ausgesetzt, die bereits vor rund 14 Millionen Jahren zur Entstehung der Atacama beitrugen. Es kann angenommen werden, dass diese wüstenartig-trockenen Verhältnisse die Vertreter von Thalassocnus dazu zwangen, ihre Nahrung im salzigen Meerwasser zu suchen. Die Bildung des Isthmus von Panama vor rund 3 Millionen Jahren bewirkte aber, dass die Gewässer des östlichen Pazifiks auskühlten und wohl das Verschwinden der Seegräser mitverursachte, die häufig nur unter warmen Bedingungen gedeihen. Um die nun kühleren Wassertemperaturen zu kompensieren, wäre für Thalassocnus die Ausbildung einer dicken Speckschicht notwendig gewesen, die aber im Widerspruch zu der am Meeresgrund grasenden Anpassung der späten Vertreter stünde und eine Umstellung auf andere Nahrungspflanzen nach sich gezogen hätte. Zudem wies die Faultiergattung höchstwahrscheinlich eine niedrige Stoffwechselrate auf, analog den heutigen Faultieren und ebenfalls belegt bei Nothrotheriops, einem nahen Verwandten von Thalassocnus. Kühlere Wassertemperaturen bedürfen aber einer hohen Stoffwechselrate, um die Körpertemperatur aufrecht zu halten. Möglicherweise sind dies letztendlich die Gründe für das Verschwinden von Thalassocnus im Verlauf des Pliozäns.